# Nick Fury: Agent of S.H.I.E.L.D.
Nick Fury: Agent of S.H.I.E.L.D. (br: Nicky Fury: Agente da Shield) é um filme de ação para televisão americana de 1998, dirigido por Rod Hardy. O roteiro é baseado no personagem Nick Fury da Marvel Comics, criado por Jack Kirby e Stan Lee (um dos produtores executivos desse filme). Estrelando David Hasselhoff como o protagonista

## Sinopse
Depois de afastado por cinco anos, o Coronel Nick Fury é chamado de volta à organização secreta SHIELD para deter a nova ameaça representada pela organização terrorista internacional Hidra. O cadáver congelado de seu arqui-inimigo e antigo líder da Hidra, Barão von Strucker, fora resgatado de uma das instalações pelos dois filhos dele, Andrea (Víbora) e Werner, por conter resíduos de um virus mortal criado pelo cientista nazista Arnim Zola. Os irmãos pretendem usar o vírus para matar toda a população de Nova Iorque. Nick Fury e seus agentes de confiança vão até Berlim atrás de Zola, para impedir que ele entre em contato com os irmãos. Mas Víbora prepara uma armadilha para infectar Nick deixando o Coronel só com algumas horas para se salvar e a toda população novaiorquina.

## Elenco
| Ator                 | Papel                                        |
| -------------------- | -------------------------------------------- |
| David Hasselhoff     | Nick Fury                                    |
| Lisa Rinna           | Condessa Valentina "Val" Allegra de Fontaine |
| Sandra Hess          | Andrea von Strucker/Víbora(Madame Hidra)     |
| Neil Roberts         | Alexander Goodwin Pierce                     |
| Gary Chalk           | Timothy Aloysius "Dum-Dum" Dugan             |
| Tracy Waterhouse     | Kate Neville                                 |
| Tom McBeath          | Diretor General Jack Pincer                  |
| Ron Canada           | Gabriel Jones                                |
| Peter Haworth        | Arnim Zola                                   |
| Scott Heindl         | Werner von Strucker                          |
| Adrian Hughes        | Clay Quartermain                             |
| Campbell Lane        | Barão von Strucker                           |
| Terry David Mulligan | O Presidente                                 |

## Lançamento em DVD
Em 2008, o filme foi lançado em DVD.